# La Pensionnaire
Pour plus de détails, voir Fiche technique et Distribution.
La Pensionnaire (La spiaggia) est une comédie dramatique franco-italienne d'Alberto Lattuada, sortie en 1954 au cinéma.

## Synopsis
Anna-Maria Mentorsi, une prostituée, part pour quelques jours en vacances à la mer, avec sa fille Caterina. Elles se posent dans un hôtel de luxe de la Riviera italienne, à Pontorso, qui est fréquenté par une clientèle de riches bourgeois. D'abord charmés par sa gentillesse, les pensionnaires et quelques figures locales du lieu lui font bon accueil. Mais une indiscrétion va bientôt redistribuer les cartes, et radicalement changer le regard que ce petit monde porte sur elle.

## Fiche technique
- Titre original : La spiaggia
- Titre en France : La Pensionnaire
- Réalisation : Alberto Lattuada
- Assistants de réalisation : Jean Blondel, Aldo Buzzi, Luciana Momigliano
- Scénario : Alberto Lattuada, Luigi Malerba, Rodolfo Sonego, Charles Spaak
- Photographie : Mario Craveri
- Musique : Piero Morgan
- Décors : Dario Cecchi
- Montage : Mario Serandrei
- Ingénieurs du son : Eraldo Giordani, Ercole Pace
- Directeur de production : Domenico Seymandi
- Durée : 107 minutes
- Pays d'origine :  Italie /  France
- Genre : comédie dramatique
- Langue : Italien
- Couleur : Couleur (Ferraniacolor)
- Format : 1,37 : 1
- Son : Mono
- Sociétés de production : C.C.C., Gamma Film, Titanus
- Dates de sortie :
  - Italie : 25 février 1954
  - France : 24 avril 1954
- Affiche : Boris Grinsson (France)

## Distribution
- Carlo Bianco : Chiastrino, le millionnaire
- Martine Carol : Anna Maria Mentorsi
- Mario Carotenuto  (VF : Serge Nadaud) : Carlo Albertocchi
- Clelia Matania : la femme d'Albertocchi
- Carlo Romano : Luigi
- Raf Vallone  (VF : Jacques Beauchey) : Silvio, le maire de Pontorno
- Nico Pepe : l'ancien fumeur maigre
- Anna Bassi
- Mara Berni : Mme Marini
- Patrizia Deaton
- Nada Fiorelli : Ester
- Rosy Mazzacurati : Signora Snob
- Luciana Momigliano
- Valeria Moriconi : Gughi, l'existentialiste
- Elly Norden : Dame anglaise
- Anna Gabriella Pisani : Caterina Mentorsi, fille d'Anna Maria
- Marcella Rovena : Luigina, épouse de Roberto
- Zina Rachevsky : la comtesse Azzurra
- Enrico François : le complice de la comtesse Azzurra
- Maria Pia Trepaoli : vacancière
- Bruno Bettiol : Bruno Albertocchi
- Mario Bettiol : un enfant
- Sandro Bianchi : un baigneur
- Georges Bréhat : mari de la dame anglaise
- Marco Ferreri : gros ex-fumeur
- Ennio Girolami : Riccardo
- Enrico Glori : directeur du Palace Hotel
- Giancarlo Zarfati (it) : l'enfant ramassant des bouteilles